# NGC 2441
NGC 2441 is een balkspiraalstelsel in het sterrenbeeld Giraffe. Het hemelobject werd op 8 augustus 1882 ontdekt door de Duitse astronoom Ernst Wilhelm Leberecht Tempel.

## Synoniemen
- UGC 4036
- MCG 12-8-15
- ZWG 331.17
- IRAS 07460+7308
- PGC 22031